# لایم پارک
لایم پارک یک املاک بزرگ در جنوب دیزلی، چشایر، انگلستان است که توسط نشنال تراست اداره می‌شود و شامل یک عمارت احاطه شده توسط باغ‌های رسمی و یک پارک آهو در پارک ملی منطقه پیک است. این محل بزرگ‌ترین خانه در چشایر است و در فهرست میراث ملی انگلستان طبقه‌بندی و ثبت شده و یک بنای فهرست‌شده محسوب می‌گردد.

## تاریخچه

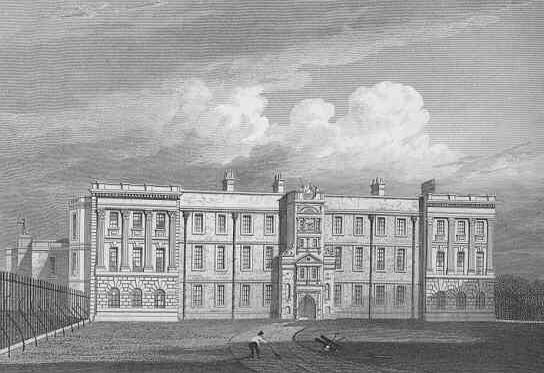
جبهه شمالی لایم از دیدگاه جونز از کرسی‌های نجیب‌زاده‌ها و جنتلمن‌ها (۱۸۱۹)

زمینی که اکنون توسط پارک لایم اشغال شده‌است با فرمان علنی مورخ ۴ ژانویه ۱۳۹۸ توسط ریچارد به پیر لگ و همسرش مارگارت دانیرز و ریچارد دوم پسر ادوارد، شاهزاده سیاه اعطا شد. پدربزرگ مارگارت دانیرز، سر توماس دانیرز، در نبرد کرسی شاهزاده سیاه در سال ۱۳۴۶ شرکت کرده بود و سالیانه ۴۰ مارک توسط شاهزاده سیاه دریافت می‌کرد. در سال ۱۳۹۷ به خانواده‌اش نشانی اعطا کرد و در سال ۱۳۹۸ املاک لایم هندلی را با بازخرید مستمری دریافت کرد. با این حال، پیرز دو سال بعد توسط رقیبش ریچارد به خاطر تاج و تخت، هنری بولینگبروک، اعدام شد.

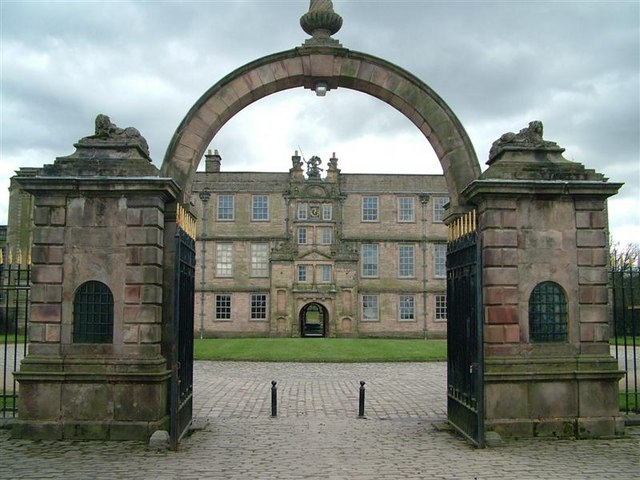
دروازه و جلوی شمالی خانه

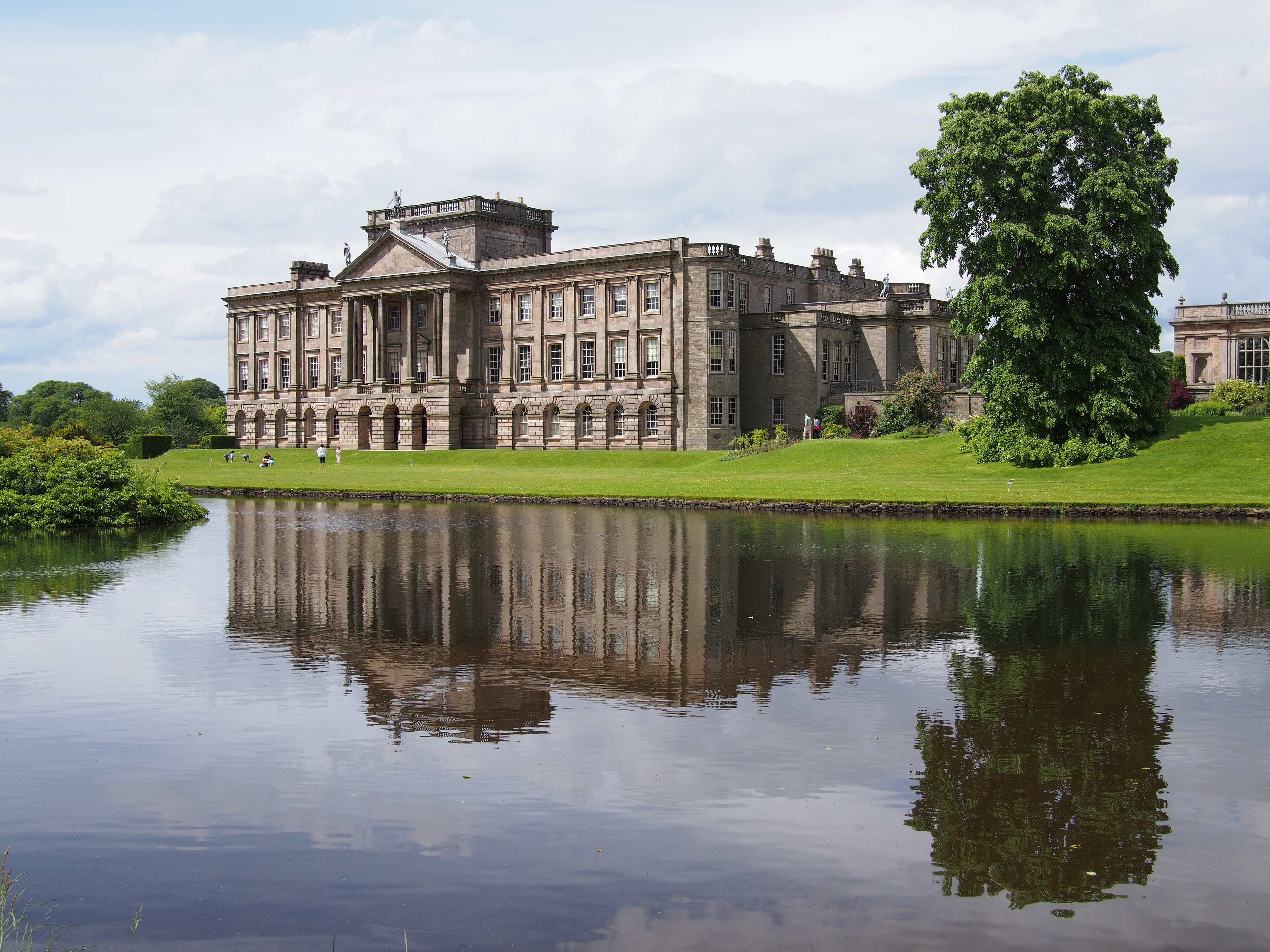
خانه و دریاچه

## زمینه

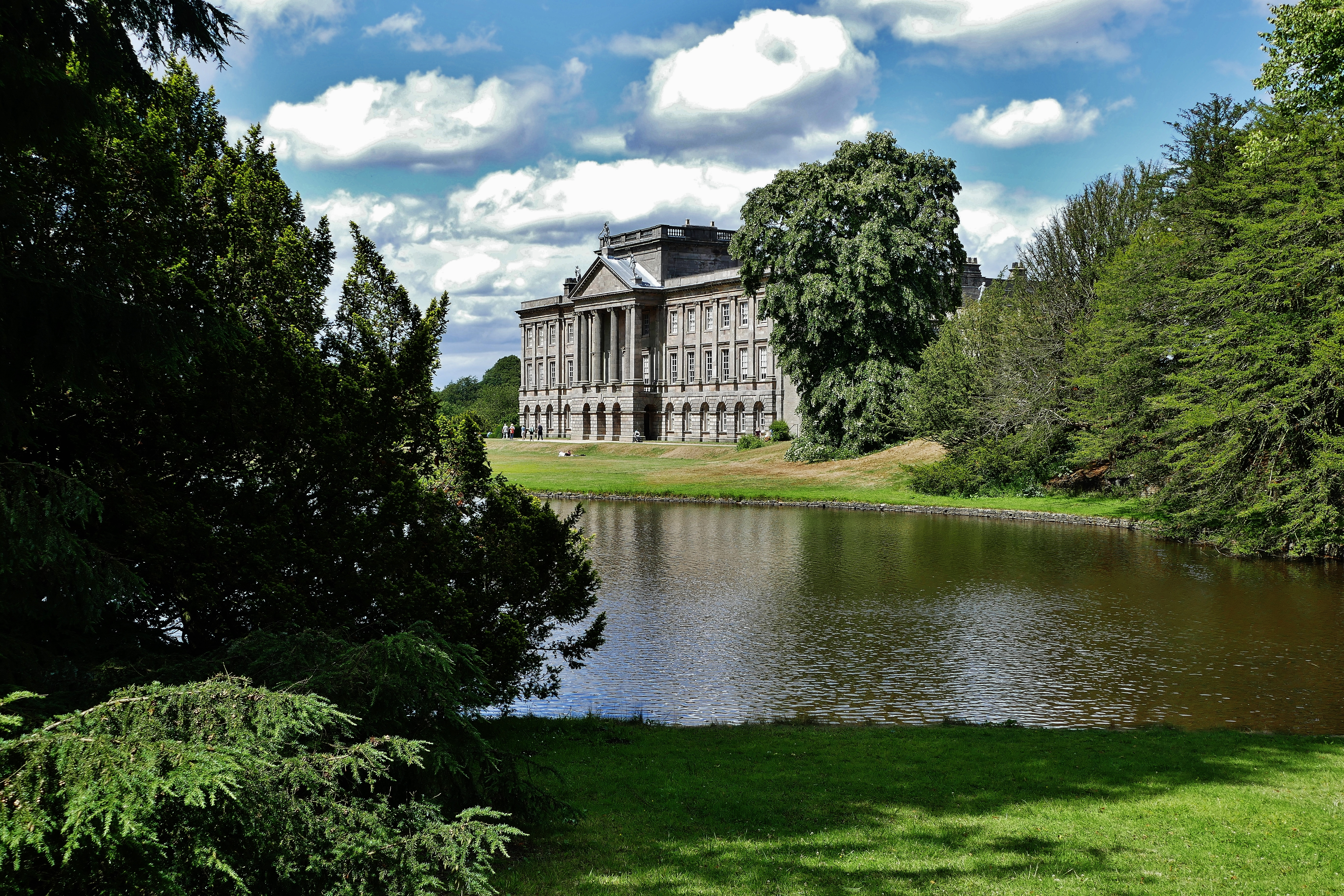
نمای بیرونی و دریاچه

این خانه توسط باغ‌های رسمی به مساحت ۶ هکتار (۱۵ جریب فرنگی) توسط پارک آهو به مساحت حدود ۵۵۰ هکتار (۱٬۳۵۹ جریب فرنگی) احاطه شده‌است که در درجه‌بندی دوم ذکر شده‌است. در فهرست ملی پارکها و باغهای تاریخی قرار دارد. در باغ‌ها و پارک آهو تعدادی سازه نیز وجود دارد.

### باغ‌ها

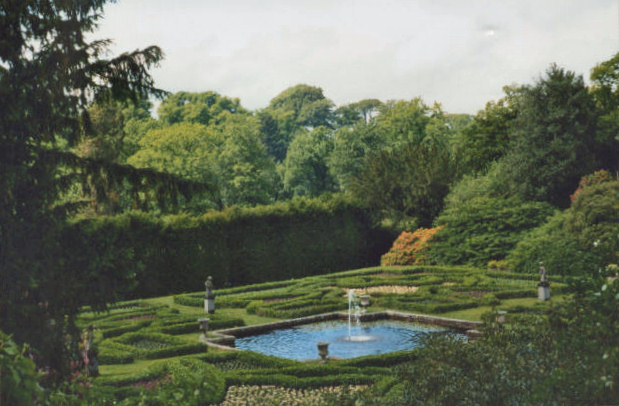
باغ هلندی

در غرب ساختمان اصلی، حوضچه آسیاب سابق قرار دارد. از سمت جنوب، چمنزاری به سمت حوضچه دیگری امتداد می‌یابد که در آن سوی دره رودخانه‌ای کوچک با پل سنگی قرار دارد. این منطقه به نام کیل‌تایم معروف است. در سمت غرب چمنزار، باغ هلندی قرار دارد که توسط ویلیام لگ ایجاد شده‌است. بستری از گل‌های معمولی با یک فواره مرکزی تشکیل شده‌است. در غرب، جنوب و شرق نارنجستان، باغ‌های معمولی و همچنین گل‌های فراوان از جمله باغ‌های گل رز وجود دارد.

### پارک آهو
پارک در قرن چهاردهم توسط پیرز لگ اول محصور شد. در قرن هفدهم ریچارد لگ ردیف‌هایی از درختان چنار و نمدار کاشت. پسر ریچارد، پیتر لگ دوازدهم درختکاری گسترده‌تری در پارک انجام داد و ظاهر فعلی آن را به آن بخشید. در محدوده این پارک گوزن قرمز و همچنین گاوهای هایلند برای چرا حضور دارند. قبلاً یک نژاد غیرعادی از گاوهای سفید وحشی با گوش‌های قرمز در پارک چرا می‌کردند اما در سال ۱۸۸۴ منقرض شدند گوسفندها نیز در این پارک چرا می‌کنند. مسیرهای پیاده‌روی گریت استون و مسیر به سوی قله هر دو از این پارک عبور می‌کنند.

### سازه‌ها

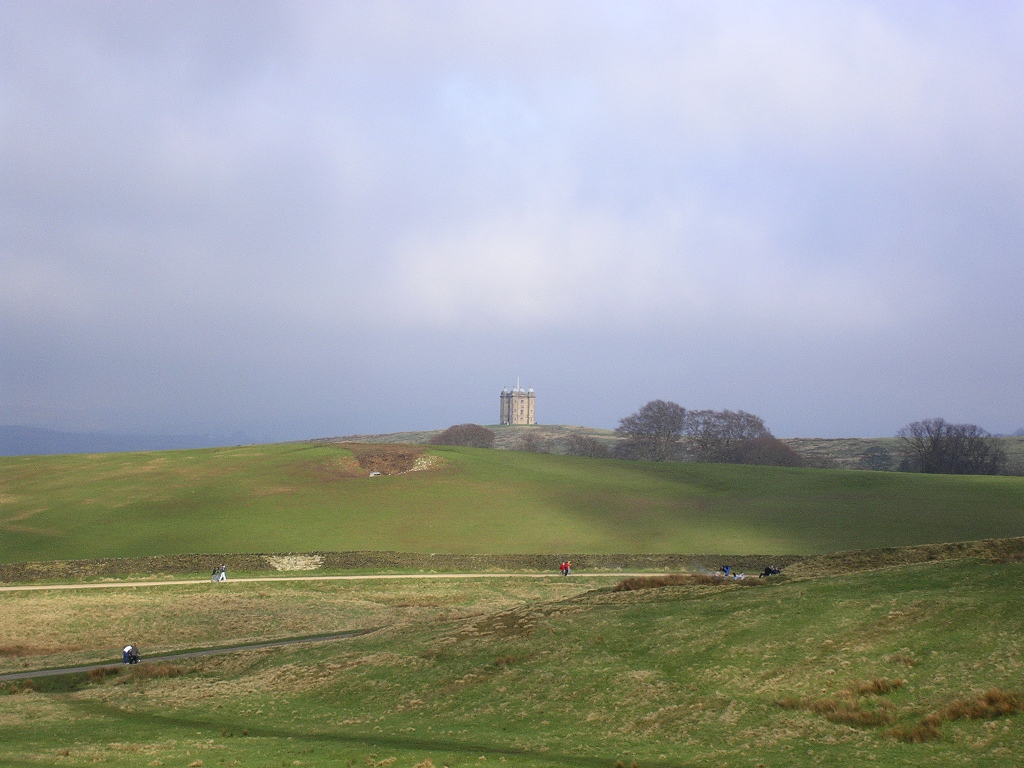
بخشی از پارک آهو که قفس را نشان می‌دهد

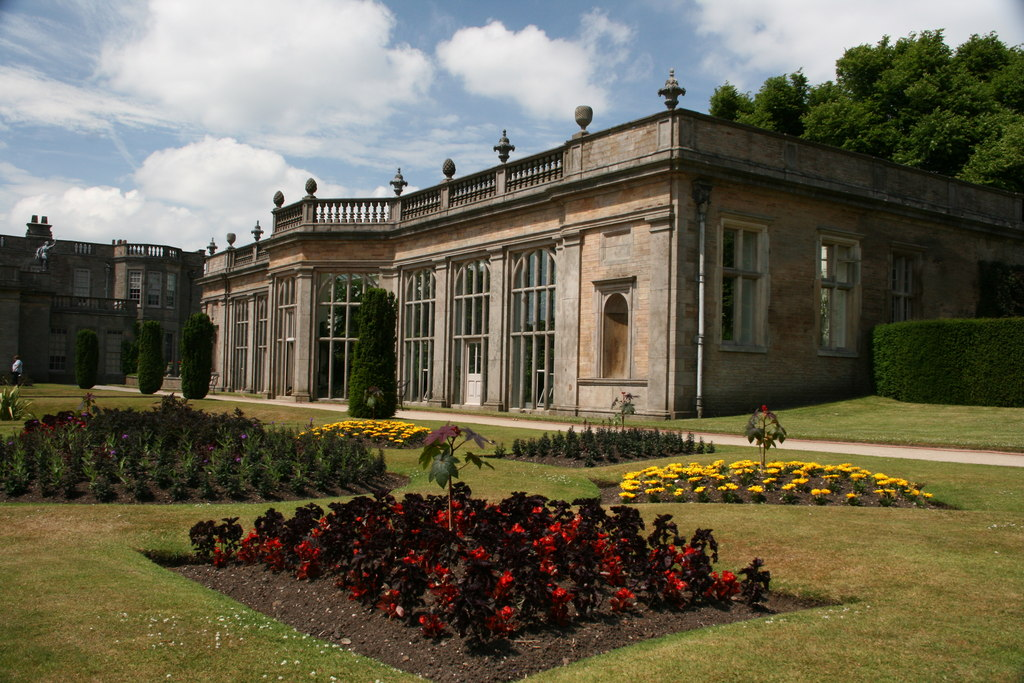
نارنجستان

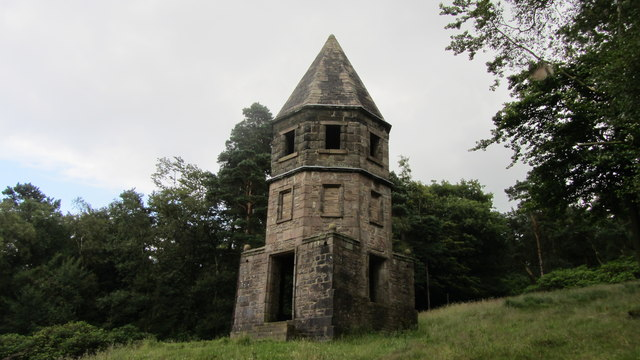
فانوس

بارزترین سازه در پارک، به غیر از خانه، برجی به نام قفس است که بر روی تپه‌ای در شرق خانه قرار دارد.